# Campionati africani di atletica leggera 2016 - 5000 metri piani maschili
La specialità dei 5000 metri piani maschili ai Campionati africani di atletica leggera di Durban 2016 si è svolta il 26 giugno 2016 al Kings Park Stadium.

## Programma
| Data           | Ora | Turno  |
| -------------- | --- | ------ |
| 26 giugno 2016 |     | Finale |

## Risultati
| Class   | Atleta                | Nazione       | Tempo    | Note                          |
| ------- | --------------------- | ------------- | -------- | ----------------------------- |
| Oro     | Douglas Kipserem      | Kenya         | 13:13.35 |                               |
| Argento | Elroy Gelant          | Sudafrica     | 13:15.13 |                               |
| Bronzo  | Mangata Kimai Ndiwa   | Kenya         | 13:16.85 |                               |
| 4       | Getaneh Molla         | Etiopia       | 13:17.84 |                               |
| 5       | Peter Kibet Lagat     | Kenya         | 13:18.78 | Miglior prestazione personale |
| 6       | Namakwe Nkhasi        | Lesotho       | 13:21.68 | Record nazionale              |
| 7       | Thierry Ndikumwenayo  | Burundi       | 13:26.24 |                               |
| 8       | Jean Marie Niyomukiza | Burundi       | 13:31.91 |                               |
| 9       | Phillip Kipyeko       | Uganda        | 13:32.77 |                               |
| 10      | Dejene Debla          | Etiopia       | 13:33.06 |                               |
| 11      | Abdallah Mande Kibet  | Uganda        | 13:34.52 |                               |
| 12      | Onesphore Nzikwikunda | Burundi       | 13:34.54 |                               |
| 13      | Teklit Teweldebrhan   | Eritrea       | 13:36.00 |                               |
| 14      | Sesebo Matlapeng      | Botswana      | 13:43.57 |                               |
| 15      | David Kulang          | Sudan del Sud | 13:54.69 | Record nazionale              |
| 16      | Khalid Hamed          | Sudan         | 14:20.24 |                               |
| 17      | John Atem             | Sudan del Sud | 14:20.40 |                               |
| 18      | Bakatukonka Emanuel   | RD del Congo  | 14:41.52 |                               |
| 19      | Tendai Zimuto         | Zimbabwe      | 14:51.80 |                               |
| 20      | Yach Wol              | Sudan del Sud | 14:52.73 |                               |
| 21      | Carnisious Wenjere    | Zimbabwe      | 16:12.55 |                               |
| -       | Stephanus Kaudinge    | Namibia       | dns      |                               |
| -       | Jauodo Jauodo         | Mozambico     | dns      |                               |
| -       | Daud Mohamed Abubakar | Somalia       | dns      |                               |
| -       | Selemon Barega        | Etiopia       | dns      |                               |
| -       | Mohamed Bante         | Sudan         | dns      |                               |
| -       | Mohamed Firsa Enyem   | Sudan         | dns      |                               |
| -       | Melusi Sihlongonyane  | eSwatini      | dns      |                               |